# Каминецкий, Шмуэль
Шмуэль Каминецкий (укр. Шмуель Камінецький; род. 1965, Кфар-Хабад, Израиль) — главный раввин города Днепра и Днепропетровской области, глава правления Объединённой еврейской общины Украины.

## Биография
Родители Шмуэля Каминецкого репатриировались из СССР из-за религиозных преследований в 1946 году.
Родился в Кфар-Хабаде 10 марта 1965 году.
До еврейского совершеннолетия (бар-мицва) учился в хедере в Кфар-Хабаде до 1978. С 1978 до 1981 учился в йешиве города Лод.
В 1981 приехал в США на учёбу к Любавическому ребе, окончил «Раввинский колледж Америки» в городе Морристауне штата Нью-Джерси. Продолжал образование и преподавал в йешиве для посланников ребе в городе Нью-Хейвене штата Коннектикут.
В 1988 получил смиху (звание раввина) в иешиве Истерн Парквей 770.
В 1989 женился на Хане Липскер. Вместе они воспитывают шесть дочерей и троих сыновей.
В октябре 2020 года был избран главой правления Объединённой еврейской общины Украины.

## Общественная деятельность
Раввин Шмуэль Каминецкий прибыл в Днепропетровск в качестве посланника Любавического ребе в 1990 году.
Был избран главным раввином Днепропетровска и Днепропетровской области, председателем правления Днепропетровской еврейской общины в 1990 году.
На момент прибытия раввина Каминецкого в Днепропетровске функционировала лишь малая синагога, поэтому он бросил все свои силы на поиск и образование евреев Днепропетровска и последующее возрождение еврейского образа жизни в регионе.
Благодаря его деятельности:
- отреставрирована хоральная синагога «Золотая Роза»[4];
- построен крупнейший общинный центр «Менора»[5];
- основан благотворительный фонд «Шиурей Тора Любавич»[6];
- запущен глобальный проект «Kaddish prayer»[7];
- открыто 2 детских сада,
- школа («Ор Авнер»)[8],
- дом престарелых («Бейт Барух»)[9];
- было создано и открыто множество программ (в сфере еврейского образования, социальной помощи);
- стало возможным проведение множества общинных мероприятий на самом высоком уровне.

### Награды
За упомянутые и иные заслуги награждён медалями «За заслуги перед городом Днепропетровск» (2010 год) и «25 лет независимости Украины» (2016 год).